# Samar
|  | Per a altres significats, vegeu «Samar (Tunísia)». |

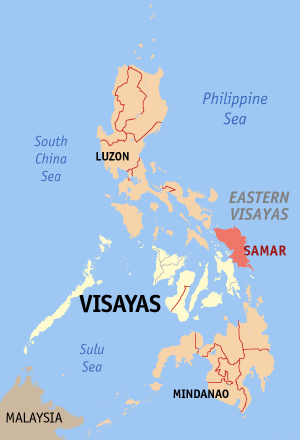
Situació de l'illa de Samar a les Filipines

Samar és una illa del grup filipí de les Visayas. Es divideix en tres províncies: Samar, Samar Septentrional i Samar Oriental. Aquestes províncies, juntament amb les de les illes veïnes de Leyte i Biliran, conformen la regió de les Visayas Orientals. Té una extensió de 13.428 km² i una població d'1.517.585 habitants l'any 2000.
Samar és l'illa més oriental de les Visayas. Està separada de Leyte, al sud-oest, per l'estret de San Juanico, que en el seu punt més estret només fa 2 km. L'estret és travessat pel pont de San Juanico. Samar és al sud-est de la península de Bicol, a Luzon, l'illa principal de l'arxipèlag, de la qual està separada per l'estret de San Bernardino.
Les ciutats principals són Calbayog, amb més de 100.000 habitants, i Catbalogan, Catarman i Borongan, que passen dels 50.000.
Al sud de Samar hi ha el golf de Leyte, on va tenir lloc una de les batalles navals més decisives de la Segona Guerra Mundial. El golf s'obre al mar de les Filipines, que forma part de l'oceà Pacífic.